# Щатски шерифи
„Щатски шерифи“ (на английски: U.S. Marshals) е американски криминален екшън трилър от 1998 г. на режисьора Стюарт Беърд, по сценарий на Рой Хъгинс и Джон Поудж. Филмът е спин-оф и продължение на филма „Беглецът“ през 1993 г., който е базиран на едноименния сериал, създаден от Хъгинс. Във филма участват Томи Лий Джоунс, Уесли Снайпс, Робърт Дауни Джуниър, Джо Пантолиано и др. Филмът е копродукция между „Уорнър Брос Пикчърс“ и „Копелсън Ентъртейнмънт“. Музиката е композирана от Джери Голдсмит. Премиерата на филма е на 6 март 1998 г. в Съединените щати.